# Gare de Saint-Vit
Gare de Saint-Vit – stacja kolejowa w Saint-Vit, w departamencie Doubs, w regionie Burgundia-Franche-Comté, we Francji.
Jest stacją Société nationale des chemins de fer français (SNCF), obsługiwaną przez pociągi TER Franche-Comté.